# Menophra subterminalis
Menophra subterminalis là một loài bướm đêm trong họ Geometridae.